# Pouze zvěř
Pouze zvěř (v originále Seules les bêtes) je francouzsko-německý filmový thriller z roku 2019, který režíroval Dominik Moll jako adaptaci stejnojmenného kriminálního románu spisovatele Colina Niela. Snímek měl světovou premiéru dne 28. srpna 2019.

## Děj
Ve Francouzském středohoří dojde uprostřed zimy na osamělém statku k vraždě ženy Évelyn Ducat. Do případu jsou zapleteni majitel ovčí farmy Joseph Bonnefille, pojišťovací agentka Alice Farange a její muž Michel.

## Obsazení
| Denis Ménochet            | Michel Farange      |
| Laure Calamy              | Alice Farange       |
| Valeria Bruni Tedeschiová | Évelyne Ducat       |
| Damien Bonnard            | Joseph Bonnefille   |
| Bastien Bouillon          | Cédric Vigier       |
| Guy Roger N'drin          | Armand              |
| Nadia Tereszkiewicz       | Marion              |
| Marie Victoire Amié       | Monique             |
| Fred Ulysse               | otec Alice          |
| Colin Niel                | prodavač z družstva |

## Ocenění
- Mezinárodní filmový festival v Tokiu: Cena pro nejlepší herečku pro Nadii Tereszkiewicz a Cena diváků
- César: nominace v kategoriích nejlepší adaptace (Dominik Moll a Gilles Marchand) a nejlepší herečka ve vedlejší roli (Laure Calamy)